# Опсада Лијежа
Опсада Лијежа је прва битка Првог светског рата и почетна битка током немачке инвазије на Белгију. Опсада Лијежа је трајала од 5. августа до 16. августа 1914, када се и последња тврђава око града коначно предала.

## План
Након немачке победе у Француско-пруском рату немачки начелник генералштаба Хелмут фон Молтке Старији започео је са формулацијом рата на два фронта, против Француске и против Русије. Немачка је требало да изврши инвазију једне, а истовремено да се брани од друге државе. При крају 19. века постало је очито да Француска постаје моћнији и опаснији противник. Немачка је поседовала Алзас и Лорену као плодове победе из француско-прускога рата, а Француска је желела да поврати те територије.
Гроф Алфред фон Шлифен је одлучио да се са руском претходницом обрачуна само са једном армијом, а да за напад на Француску употреби седам армија. Међутим, Французи су изградили систем одбране дуж источне границе. Немачка није могла да нападне преко Швајцарске, јер је Швајцарска имала 500.000 добро обучених војника. Немачка није могла ни директно да нападне Француску, јер је био изграђен јак обрамбени систем Због тога су фон Шлифен и његов наследник Хелмут фон Молтке Млађи одлучили да изврше инвазију Француске са севера кроз Белгију и да тако дођу до срца Француске. Много мање војске би оставили на немачко-француској граници, али главни напад би ишао преко Белгије. Али тај план је имао недостатак, јер је нарушавао неутралност Белгије, што је увлачило Велику Британију у рат. Осим тога и град Лијеж се налазио на путу немачке војске.
Лијеж је био јако добро утврђен град. Река Меза је пролазила кроз центар града. На јужној обали реке Мезе постојала су индустријска постројења и фабрике. Град се налазио у речној долини са Арденима на истоку и белгијским планинама на западу. Главна железничка веза између Немачке и Брисела ишла је кроз Лијеж, а касније се од Брисела настављала до Париза. Ту железницу су фон Шлифен и фон Молтке намеравали користити за превоз војске у Француску. Осим тога, око града су постојала утврђења из 19. века, што је олакшавало одбрану града. Постојало је 6 тврђава на свакој страни реке, а те тврђаве су биле јако добро наоружане. Типична тврђава имала је 2 топа од 150  четири топа од 200 mm, два минобацача од 210 mm, једну хаубицу од 210  и мноштво топова од 57 mm.

## Утврђења
Лијеж лежи између Ардена на југу и Мастрихта у Низоземској на северу. Налази се у долини реке Мезе у коју утиче река Урта. Река Меза протиче кроз кањоне у Лијежу, па је представљала јаку препреку за немачко напредовање. Осим тога ту се налазило 12 тврђава изграђених 1892. по немачким методама фортификације. Тврђаве су покривале једна другој заштитне ватрене зоне, тако да ако једна тврђава падне две суседне могу да нападају било коју војску, која би се настојала провући на месту запоседнуте тврђаве.
Шест тврђава је саграђено као основне тврђаве и имале су пентагонални облик са окружујућим препрекама. Тврђаве су биле јако добро наоружане. Типична тврђава имала је 2 топа од 150  четири топа од 120 mm, два минобацача од 210 mm, једну хаубицу од 210  и мноштво топова од 57 mm. Укупно су тврђаве имале 400 артиљеријских оруђа. У то време немачки Круп је био под уговором о замени артиљерије, тако да су Немци били упознати са артиљеријом на тврђавама. Међу слабости тврђаве могао се убројити недостатак људства за одбрану града и недостатак пољске артиљерије да покрије отварање рупа. Одбраном Лијежа је командовао генерал Жерар Леман, који је имао 25.000 војника.

## Битка
Белгији је објављен рат ујутро 4. августа 1914. Немци су формирали специјалне снаге од 30.000 војника под командом Отоа фон Емиха, а пратио их је Ерих Лудендорф као посматрач. Специјалне снаге су се састојале од шест пешадијских бригада и три дивизије коњице. Неколико сати по проглашењу рата специјалне јединице су прешле границу са Белгијом. Кад су дошли со реке Мезе нашли су уништене мостове, па су истога дана прешли реку северно од Визеа. Белгијска трећа дивизија је успешно 5. августа одбила немачке нападе. Немци су претрпели велике губитке. После неуспелог напада Немци су извели први ваздушни напад у историји. Користили су цепелине и бацали су бомбе на Лијеж. У међувремену коњица је успела да окружи град са југа. Леман је наредио трећој дивизији да се повуче из града и да се придруже беллгијској армији на западу.
Ерих фон Лудендорф је преузео команду над 14. бригадом, која се успела провући између тврђава. Успешно су заузели Лијеж 7. августа 1914. Међутим, спољни прстен тврђава спречавао је немачко напредовање. Тврђаве су одолевале великим бомбардовањима. Једино је на тврђави Флерон артиљеријском ватром уништен механизам на куполи. Тврђава Баршон је једина пала у пешадијском нападу 10. августа 1914. Немци су против тврђава почели користити масивну артиљерију. Довукли су крупове хаубице „Дебела Берта“ од 420 mm и Шкодине топове од 305 mm. Гранате са тих топова су падале вертикално на тврђаве, па су пробијале бетон, а експлодирале би са одгодом, тек кад би се пробиле унутар тврђаве. Једна по једна тврђава је бомбардована до предаје. Последња тврђава се предала 16. августа 1914. Десетоднева станка код Лијежа није била предвиђена по стратешком плану немачке војске Шлифеновом плану. Немци су изгубили два дана. Ипак немачки команданти су тврдили да опсада Лијежа није значајније одгодила немачку армију у њеној намери. Међутим десетодневна опсада је подигла морал савезницима. Француски председник је граду Лијежу и његовим становницима доделио орден Легије части.